# 德鲁·库宁
德鲁·库宁（英語：Drew Kunin）美国音频工程师。他曾2次获得奥斯卡最佳音响效果奖提名。自1984年起，库宁参与制作了70多部电影。他常与李安导演合作。
1993年，库宁因在迷你剧斯大林中的杰出混音而获得了艾美奖。

## 部分影视作品
- 少年派的奇幻漂流（2012）[1]
- 间谍之桥（2015）[2]